# Gare de Rouen-Martainville
Gare de Rouen-Martainville egy bezárt vasútállomás Franciaországban, Rouen településen. Az állomás 1867-ben nyílt meg majd véglegesen 1935-ben zárt be.

## Vasútvonalak
Az állomást az alábbi vasútvonalak érintik:
- Amiens–Rouen-vasútvonal